# Ondrej Nepela Trophy de 2014
Ondrej Nepela Trophy de 2014 foi a vigésima segunda edição do Ondrej Nepela Trophy, um evento anual de patinação artística no gelo, e que fez parte do Challenger Series de 2014–15. A competição foi disputada entre os dias 1 de outubro e 5 de outubro, na cidade de Bratislava, Eslováquia.

## Eventos
- Individual masculino
- Individual feminino
- Dança no gelo

## Medalhistas
| Evento                        | Ouro                                             | Prata                                     | Bronze                                      |
| Individual masculino detalhes | Stephen Carriere · Estados Unidos                | Kim Jin-seo · Coreia do Sul               | Gordei Gorshkov · Rússia                    |
| Individual feminino detalhes  | Roberta Rodeghiero · Itália                      | Joshi Helgesson · Suécia                  | Ashley Cain · Estados Unidos                |
| Dança no gelo detalhes        | Maia Shibutani · Alex Shibutani · Estados Unidos | Charlene Guignard · Marco Fabbri · Itália | Federica Testa · Lukáš Csölley · Eslováquia |

## Resultados

### Individual masculino
| Pos.              | Nome             | Nacionalidade  | Pontos | PC        | PL         |
| ----------------- | ---------------- | -------------- | ------ | --------- | ---------- |
| Medalha de ouro   | Stephen Carriere | Estados Unidos | 219.76 | 71.18 (2) | 148.58 (1) |
| Medalha de prata  | Kim Jin-seo      | Coreia do Sul  | 207.34 | 71.44 (1) | 135.90 (3) |
| Medalha de bronze | Gordei Gorshkov  | Rússia         | 206.55 | 67.70 (3) | 138.85 (2) |
| 4                 | Kristof Forgo    | Hungria        | 146.93 | 48.90 (4) | 98.03 (4)  |
| 5                 | Jack Newberry    | Reino Unido    | 133.37 | 46.43 (5) | 86.94 (5)  |
| 6                 | Marco Klepoch    | Eslováquia     | 119.84 | 44.74 (6) | 75.10 (6)  |
| 7                 | Jakub Kršňák     | Eslováquia     | 110.64 | 38.90 (7) | 71.74 (7)  |
| WD                | Albert Mück      | Áustria        | —      | — (WD)    |            |

### Individual feminino
| Pos.              | Nome                 | Nacionalidade    | Pontos | PC         | PL         |
| ----------------- | -------------------- | ---------------- | ------ | ---------- | ---------- |
| Medalha de ouro   | Roberta Rodeghiero   | Itália           | 150.83 | 47.53 (6)  | 103.30 (1) |
| Medalha de prata  | Joshi Helgesson      | Suécia           | 150.05 | 59.51 (1)  | 90.54 (3)  |
| Medalha de bronze | Ashley Cain          | Estados Unidos   | 142.95 | 54.05 (2)  | 88.90 (5)  |
| 4                 | Viktoria Helgesson   | Suécia           | 135.73 | 49.85 (3)  | 85.88 (6)  |
| 5                 | Haruka Imai          | Japão            | 135.15 | 41.90 (11) | 93.25 (2)  |
| 6                 | Eliška Březinová     | República Tcheca | 134.55 | 44.13 (10) | 90.42 (4)  |
| 7                 | Nathalie Weinzierl   | Alemanha         | 132.11 | 49.40 (4)  | 82.71 (8)  |
| 8                 | Kerstin Frank        | Áustria          | 131.11 | 48.65 (5)  | 82.46 (9)  |
| 9                 | Kim Hae-jin          | Coreia do Sul    | 128.88 | 46.09 (7)  | 82.79 (7)  |
| 10                | Bronislava Dobiášová | Eslováquia       | 124.42 | 45.89 (8)  | 78.53 (10) |
| 11                | Elizaveta Ukolova    | República Tcheca | 113.14 | 40.61 (12) | 72.53 (11) |
| 12                | Anna Khnychenkova    | Ucrânia          | 111.99 | 45.62 (9)  | 66.37 (12) |
| 13                | Inga Janulevičiūtė   | Lituânia         | 101.89 | 36.24 (13) | 65.65 (13) |
| 14                | Alexandra Kunová     | Eslováquia       | 94.94  | 32.97 (14) | 61.97 (14) |
| 15                | Christina Grill      | Áustria          | 82.76  | 26.11 (15) | 56.65 (15) |
| 16                | Sabrina Schulz       | Áustria          | 81.09  | 25.16 (16) | 55.93 (16) |

### Dança no gelo
| Pos.              | Nome                               | Nacionalidade  | Pontos | DC        | DL         |
| ----------------- | ---------------------------------- | -------------- | ------ | --------- | ---------- |
| Medalha de ouro   | Maia Shibutani / Alex Shibutani    | Estados Unidos | 162.98 | 62.72 (1) | 100.26 (1) |
| Medalha de prata  | Charlène Guignard / Marco Fabbri   | Itália         | 143.94 | 58.14 (2) | 85.80 (2)  |
| Medalha de bronze | Federica Testa / Lukáš Csölley     | Eslováquia     | 127.22 | 52.52 (3) | 74.70 (3)  |
| 4                 | Olivia Smart / Joseph Buckland     | Reino Unido    | 115.46 | 48.60 (4) | 66.86 (4)  |
| 5                 | Barbora Silná / Juri Kurakin       | Áustria        | 108.76 | 44.88 (5) | 63.88 (7)  |
| 6                 | Misato Komatsubara / Andrea Fabbri | Itália         | 108.48 | 42.98 (6) | 65.50 (5)  |
| 7                 | Lolita Yermak / Alexei Shumski     | Ucrânia        | 105.30 | 39.88 (7) | 65.42 (6)  |
| 8                 | Çağla Demirsal / Berk Akalın       | Turquia        | 79.10  | 28.56 (8) | 50.54 (8)  |

## Quadro de medalhas
| Ordem | País           | Medalha de ouro | Medalha de prata | Medalha de bronze |   | Ordem por total |
| ----- | -------------- | --------------- | ---------------- | ----------------- | - | --------------- |
| 1     | Estados Unidos | 2               |                  | 1                 | 3 | 1               |
| 2     | Itália         | 1               | 1                |                   | 2 | 2               |
| 3     | Coreia do Sul  |                 | 1                |                   | 1 | 3               |
| 3     | Suécia         |                 | 1                |                   | 1 | 3               |
| 5     | Eslováquia     |                 |                  | 1                 | 1 | 3               |
| 5     | Rússia         |                 |                  | 1                 | 1 | 3               |
| TOTAL | TOTAL          | 3               | 3                | 3                 | 9 | —               |